# Eventyret i Shanghai
|  | Denne artikel er oprettet af botten Steenthbot ud fra en ekstern database. Den kan derfor have sproglige fejl eller mangler. Denne skabelon kan fjernes efter kontrol af indholdet. |

Eventyret i Shanghai er en dansk dokumentarfilm fra 2010 instrueret af Ole Stenum.

## Handling
Hvad snakker to danske arkitekter om, når de sidder på en restaurant i Shanghai og spiser udrugelsestruede dyr, og drikker kinesisk whisky til?   Filmen følger opførelsen af den danske pavillon i Shanghai og indflyvningen af Den Lille Havfrue som toppen af poppen.